# Бюлер, Карл Фёдорович
Барон Карл Фёдорович Бюлер (1805—1868) — русский генерал, участник Крымской войны.

## Биография
Карл Бюлер родился в 1805 году в городе Мюнхене и был сыном действительного статского советника барона Фёдора Яковлевича Бюлера от брака его с баронессою Броун; детство своё провел за границей, где отец его занимал различные должности по дипломатической части. В 1816 году во время конгресса в Вене, где жила в то время семья Бюлеров, император Александр I пожаловал молодого барона Карла Фёдоровича в пажи Высочайшего двора, и с этого времени началась его служебная карьера. В 1820 году он поступил юнкером в Лейб-гвардии Конный полк, откуда вскоре был произведён в офицеры в формировавшийся тогда в Варшаве под личным наблюдением цесаревича Константина Павловича Лейб-гвардии Гродненский гусарский полк.
Во время Польского мятежа 1831 года барон Бюлер состоял адъютантом сперва у генерала Пенхержевского, а потом у графа Крейца, сделал с Гродненским гусарским полком всю кампанию и участвовал во взятии Варшавы. Получив в командование Клястицкий гусарский полк, он в течение десяти лет состоял командиром сперва этого полка, а потом (с 21.04.1848 по 16.02.1853) Кирасирского Военного Ордена полка. Император Николай I был очень доволен блестящим состоянием полка и впоследствии всегда ставил его в пример служебного совершенства. 26 ноября 1850 г. Бюлер был удостоен ордена Святого Георгия 4-й степени (№ 8370 по списку Григоровича — Степанова).
6 февраля 1853 г. Бюлер увольняется в продолжительный отпуск, 13-16 апреля сдаёт полк новому командиру — светлейшему князю В. Д. Голицыну, 8 мая уезжает за границу.
В 1854 году, когда начались военные действия на Дунае, барон Бюлер был назначен начальником 1-й бригады 4-й лёгкой кавалерийской дивизии и отправился в действующую армию и при осаде крепости Силистрии все время командовал аванпостами. Когда русские войска стали возвращаться в пределы России, барон Бюлер по приказанию главнокомандующего русской армией князя М. Д. Горчакова охранял Очаков и исполнял другие его поручения. По заключении мира он был назначен начальником 5-й легкой кавалерийской дивизии, и в скором времени был произведён в генерал-лейтенанты (1859).
Назначенный в 1862 году начальником 2-й гвардейской кавалерийской дивизии барон Бюлер при образовании военных округов получил 10 августа 1864 года высшее назначение состоять помощником главнокомандующего Санкт-Петербургским военным округом.
22 июля 1864 году он был пожалован в генерал-адъютанты, а 30 августа 1866 г. получил орден Белого Орла. Кроме того, он состоял членом совета Государственного коннозаводства.
Уехав 15 мая 1868 года в отпуск, барон Бюлер отправился в Швейцарию и 23 июля скончался скоропостижно в имении своей племянницы графини Силис; погребен в Цицерсе.

## Награды
- Польский знак отличия за военное достоинство 4-й степени (1831)[2]
- Орден Святого Станислава 2-й степени (1836)[2]
- Орден Святой Анны 2-й степени (1843); императорская корона к ордену (1850)[2]
- Знак отличия за ХХ лет беспорочной службы (1848)[2]
- Орден Святого Георгия 4-й степени за 25 лет выслуги в офицерских чинах (1850)[3]
- Орден Святого Владимира 3-й степени (1851)[2]
- Орден Святого Станислава 1-й степени (1852)[3]
- Орден Святой Анны 1-й степени (1854)[3]
- Орден Святого Владимира 2-й степени (1861)[3]
- Знак отличия за ХХХ лет беспорочной службы (1861)[3]
- Орден Белого орла (1866)[3]

## Комментарии
1. ↑  В документах Военного ведомства фамилия упоминается в форме "Бюллер"